# Zero Gravity (Kate Miller-Heidke sang)
"Zero Gravity" er en sang, der er udført af den australske sanger Kate Miller-Heidke. Det blev udgivet som en single den 25. januar 2019, og er Australiens bud til Eurovision Song Contest 2019 efter den vandt juryens stemmer og den offentlig afstemning i Eurovision: Australia Decides den 9. februar 2019.